# Орехово (Черниговский район)
В Дальнереченском районе Приморья тоже есть село Орехово
Оре́хово — село в Черниговском районе Приморского края. Входит в состав Сибирцевского городского поселения.

## География
Село Орехово стоит недалеко от правого берега реки Илистая, напротив устья реки Абрамовка.
Дорога к селу Орехово отходит от автотрассы «Уссури» между Сибирцево и Ляличи.
Расстояние до Сибирцево (на север) около 14 км, до районного центра Черниговка (на север) около 43 км.
В полукилометре южнее села Орехово находится станция Дальневосточной железной дороги Орехово-Приморское.

## Население
| 2002 | 2008 | 2010 |
| ---- | ---- | ---- |
| 279  | ↘248 | ↘213 |

## Улицы
| - ул. Верхняя, - ул. Заречная, - туп. Казарма, - ул. Молодёжная, - туп. Мост, | - ул. Подстанция, - туп. Тупик, - ул. Центральная, - ул. Энергетиков. |

## Экономика
Жители занимаются сельским хозяйством, работают на железной дороге.